# Катя Гранофф
Катя Гранофф (16 липня 1896, Миколаїв — 16 квітня 1989, Париж) — французька художниця та поетеса російського походження, власниця і засновниця картинної галереї Larock-Granoff.

## Життєпис

### Ранні роки
Катя Гранофф народилася в Миколаєві в єврейській сім'ї. Її батьками були Федір Гранів і Євдокія Фельдман. Її дід, Володимир Костянтинович Гранів, був відомим одеським адвокатом, присяжним повіреним, потім повіреним при комерційному суді, секретарем правління Єврейського ремісничого училища товариства «Труд»; дядько (молодший брат батька) — інженер і промисловець Олександр Володимирович Гранів (1893—1963); двоюрідний брат — французький психоаналітик з кола Лакана Володимир Олександрович Гранів.
Катя провела дитинство в Одесі. Батьки померли, коли їй було всього 16 років. Опікуни відіслали Катю і її сестру Розу (1897—1980) на навчання в Швейцарію, де Катя отримала ступінь ліценціата з літератури.
Вона вийшла заміж за лікаря, але незабаром розлучилася. Після цього, в 1924 році, Катя Гранофф переїхала в Париж і почала працювати секретарем в Салоні Тюїльрі.

### Картинна галерея
Катя Гранофф відкрила свою першу галерею в 1926 році в Парижі за адресою Бульвар Осман, 166. Галерея стала популярною і переїхала на набережну Конті, а її господиня в 1937 році отримала французьке громадянство.
Коли в Париж увійшли німці-гітлерівці, Катя Гранофф була змушена тікати. Разом із сестрою, племінником і художником Жоржем Бушем вона сховалася від окупантів у середньовічному замку в комуні Ла-Вульт-сюр-Рон (департамент Ардеш). Після війни вона відкрила дві галереї в провінціях Онфлер і Канни, а також нову галерею в Парижі на площі Буво. У 1955 році вона заново відкрила і виставила картину Клода Моне «Кувшинки», які раніше не були доступні публіці.
Пізніше Катя Гранофф вирішила виставляти роботи жінок-художників, серед них роботи скульптора російського походження Хани Орлової. Крім того, в її галереях виставлялися роботи основоположника субконсціентизму П'єра-Андре де Віша, а також Жоржа Дюфренуа, П'єра Брюна Жоржа Жімеля, Данила Соложева, Едіт Дестернесс і Шарля Андре Вольфа, письменника і поета, який присвятив їй в січні 1981 року один зі своїх віршів.
У 1987 році Катя Гранофф відійшла від справ і передала управління галереєю своєму племіннику П'єру Ларока.

### Творчість
Катя Гранофф також відома як поетеса. Перу Каті Гранофф належить збірник «Amants maudits», до якого увійшли близько п'ятдесяти віршів, написаних олександрійським віршем, і присвячених поетам (Марцеліна Деборд-Вальмор, Леопарді, Нерваль, Бодлер) і літературним та історичним персонажам (Цариця Савська, Дон Жуан, Принцеса Клевська та інші).
Твори Каті Гранофф виходили в різних збірниках. Читання деяких її віршів було записано на плівку у виконанні автора та у виконанні П'єра Брассера. У 1967 році Моніка Мореллі виконала кілька пісень на слова Каті Гранофф. А в 1984 році Едіт Дестерн опублікувала картини, що ілюструють її твори.
На старості Катя Гранофф зайнялася складанням мемуарів. Свою останню книгу, видану в 1986 році, вона присвятила відносинам між християнами та юдеями.
Катя Гранофф померла у 1989 році в Парижі у віці майже 93 років.

## Нагороди
- Кавалер Ордена почесного легіону
- Офіцер Національного ордену «За заслуги» (Франція)
- Національна медаль мистецтв, наук і літератури (Médaille nationale des arts, sciences et lettres)